# Yasuhiro Takemoto
Pour les articles homonymes, voir Takemoto.
Yasuhiro Takemoto (武本 康弘, Takemoto Yasuhiro) est un animateur, réalisateur de télévision et un réalisateur de films d’animation japonais né le 5 avril 1972 et mort le 18 juillet 2019 à Kyoto.

## Biographie
Après avoir obtenu son diplôme du lycée préfectoral Ako de la préfecture de Hyōgo, il intègre la Yoyogi Animation Academy d’Osaka. Après l'obtention de son diplôme, il rejoint Kyoto Animation en 1996 où il est impliqué dans la réalisation d'épisodes de plus de trente séries. Les plus célèbres étant La Mélancolie de Haruhi Suzumiya, Lucky Star, Amagi Brilliant Park et Miss Kobayashi's Dragon Maid.
Le 18 juillet 2019, un homme a allumé un incendie dans le studio 1 de Kyoto Animation, faisant au moins 34 morts et 40 blessés. Takemoto est porté disparu. Le 26 juillet, sa famille confirme que Yasuhiro Takemoto est mort dans l’incendie. En 2021, il est crédité en tant que réalisateur de série sur la seconde saison de Miss Kobayashi's Dragon Maid.

## Filmographie

### Réalisation
- 2003 : Full Metal Panic? Fumoffu (フルメタル・パニック? ふもっふ, Furumetaru Panikku? Fumoffu?) (Série télévisée)
- 2005 : Full Metal Panic! The Second Raid (フルメタル パニック！ The Second Raid, Furumetaru Panikku! The Second Raid?) (Série télévisée)
- 2007 : Lucky☆Star (らき☆すた, Raki☆Suta?) (Série télévisée)
- 2010 : La Disparition de Haruhi Suzumiya (涼宮ハルヒの消失, Suzumiya Haruhi no Shōshitsu?) (Film, coréalisation)
- 2012 : Hyōka (氷菓, Hyōka?) (Série télévisée)
- 2014 : Amagi Brilliant Park (甘城ブリリアントパーク, Amagi Buririanto Pāku?) (Série télévisée)
- 2015 : High Speed! Free! Starting Days (映画 ハイ☆スピード！-Free! Starting Day, Eiga Hai Supīdo! Free! Starting Days?) (Film)
- 2017 : Miss Kobayashi's Dragon Maid (小林さんちのメイドラゴン, Kobayashi-san Chi no Meidoragon?) (Série télévisée)
- 2021 : Miss Kobayashi's Dragon Maid S (小林さんちのメイドラゴンS, Kobayashi-san Chi no Meidoragon S?) (Série télévisée)